# Гробоносец

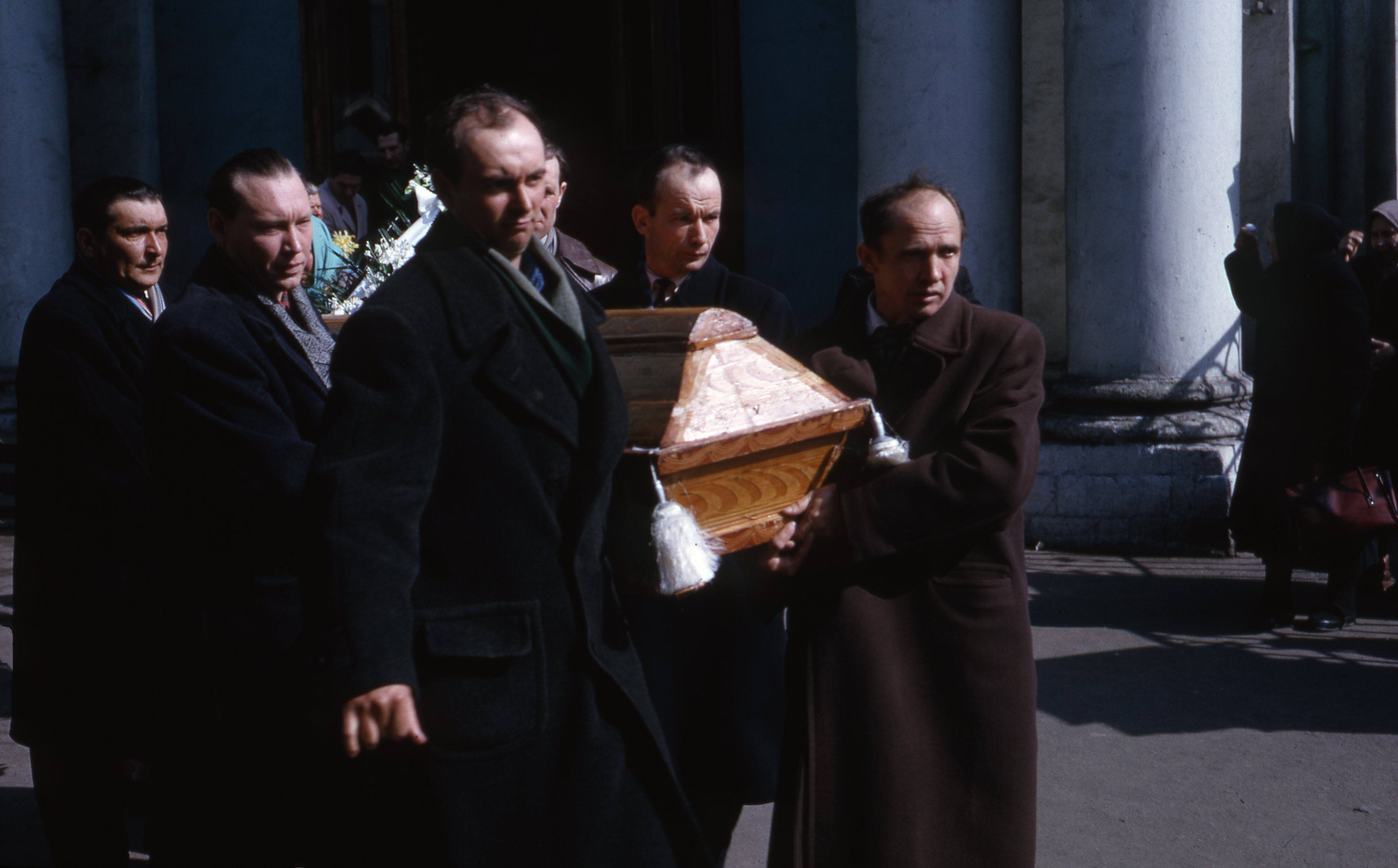
Несущие гроб (Москва, 1964)

Гробоно́сец (также гробоно́сица) — человек, несущий гроб во время похорон. Обычно несущие гроб являются членами семьи, друзьями и коллегами покойного, но при необходимости (и по традиции в некоторых культурах) используются сотрудники профессиональных похоронных агентств. Обычно используется от 6 до 8 гробоносцев, которые, в зависимости от традиции, несут гроб либо на плечах, либо на уровне пояса.
В некоторых культурах различаются гробоносцы и носители погребального покрова. Последние выполняют церемониальную роль, удерживая кончик покрова или прикреплённый к нему шнур. Собственно гробоносцы при этом выполняют физически трудную работу по поднятию и переноске гроба. Сходную с носителями покрова роль играют почётные гробоносцы, которые несут гроб только в символическом смысле, сопровождая гроб, который переносится или перевозится другим способом. Почётные гробоносцы идут впереди или позади гроба и обычно являются выдающимися в профессиональном смысле коллегами умершего.

## В различных культурах

### Западная культура
В западных культурах гробоносцами выбираются обычно мужчины: члены семьи, близкие друзья или коллеги умершего. Если покойный был членом каких-либо обществ, семья часто выбирает несущих гроб из этих групп. Например, на похоронах масонов гроб обычно несут другие масоны. В церкви места для несущих гроб обычно находятся у левых передних скамей. Несущие гроб иногда надевают белые перчатки для проявления уважения к умершему.

### Англия
Держать концы покрова, накинутого на королевский гроб, или нести сам гроб было огромной честью. Женщины были впервые допущены в качестве носительниц погребального покрова во время похорон принцессы Луизы в 1768 году.

### Буддизм
В буддизме традиции скорби требуют от людей, несущих гроб, придерживаться вегетарианской диеты, исключающей лук и чеснок, а после похорон воздерживаться от алкоголя в течение 49 дней, которые считаются максимальным временем до реинкарнации. В это время уместно почитать умерших, а в последний день проводится ритуал «завершения». Во многих традициях имеются медиумы, который общаются с мёртвыми по просьбе носящего гроб с целью убедиться, что заслуги семьи умершего достаточны для благополучной инкарнации.